# Xanthorhoe campbellensis
Xanthorhoe campbellensis là một loài bướm đêm trong họ Geometridae.